# ماریانا سادوفسکا

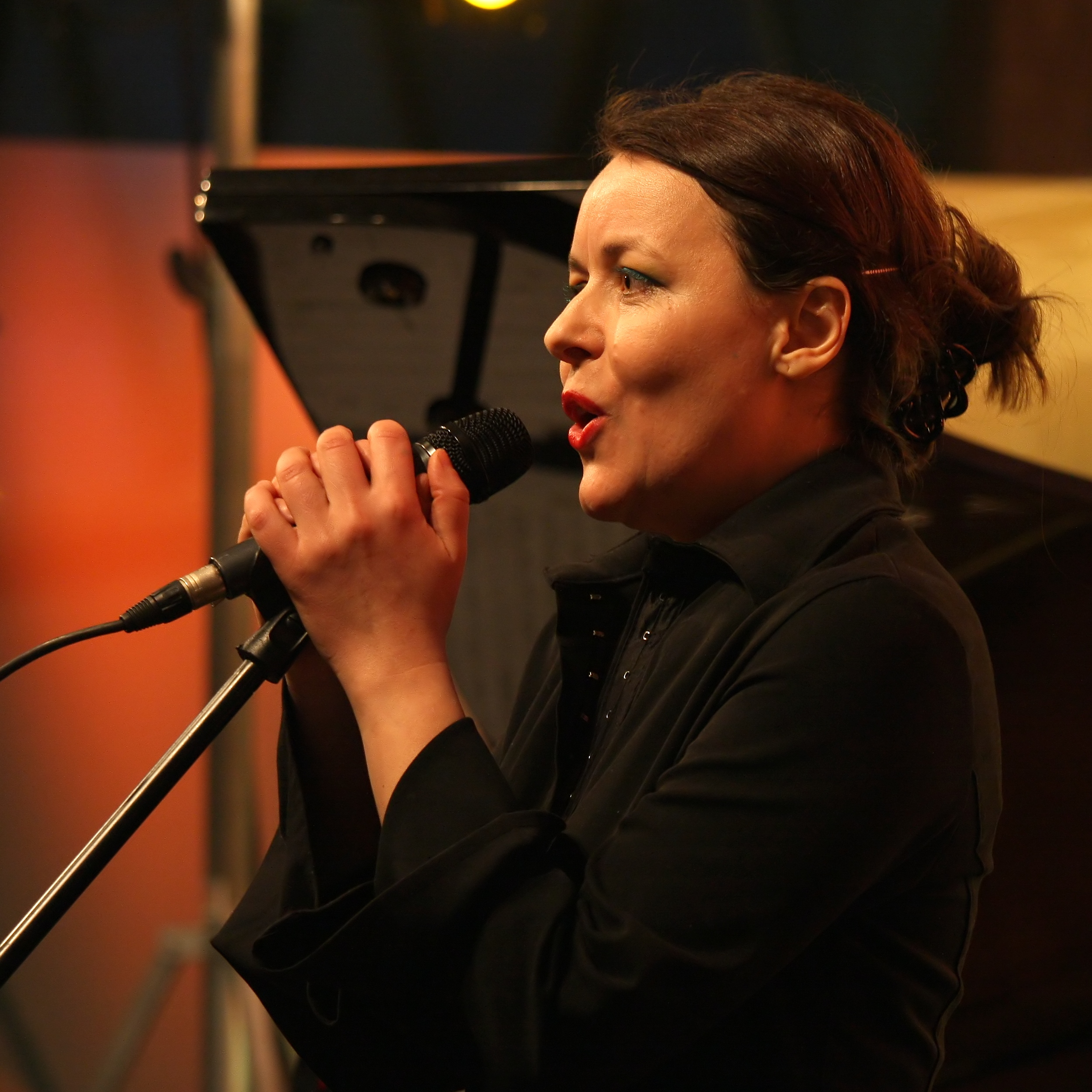
اجرای ماریانا سادوفسکا در کلن، ۲۰۰۹

ماریانا سادوفسکا (متولد ۱۹۷۲، لویو، اوکراین) بازیگر، خواننده، موسیقی دان، هنرمند و آهنگساز اوکراینی، ساکن کلن است.

## زندگی‌نامه
سادوفسکا کار خود را با تئاتر لس کورباس (لفیف، اوکراین) در جشنواره‌های Anatole Vasiliev در سن پترزبورگ و مسکو آغاز کرد. در آنجا، او توسط یرژی گروتوفسکی در پونتدرا ایتالیا برای پروژه زائر اسلاوی مورد استفاده قرار گرفت. در اواخر همان سال، او برای پیوستن به تئاتر Gardzienice دعوت شد که در آنجا ۱۰ سال به عنوان بازیگر و کارگردان موسیقی کار کرد. وی در مدت تصدی خود با Gardzienice، سفرهای موسیقی محلی را در اوکراین، ایرلند، مصر، کوبا و برزیل انجام داد. وی از آن زمان تبادلات فرهنگی بسیاری را بین هنرمندان معاصر اروپا و ایالات متحده با خوانندگان سنتی اوکراین ترتیب داده‌است.
در سال ۲۰۰۱، وی با اعطای کمک مالی بنیاد زمین به نیویورک نقل مکان کرد. او در آنجا به عنوان مدیر موسیقی در کلوپ تئاتر تجربی لا ماما، با شرکت تئاتر مقیم ETC، گروه هنری یارا، کار کرد.
وی در طول اقامت خود در شهر نیویورک، شروع به کار بر روی اجراهای انفرادی خود و همچنین همکاری با هنرمندانی چون جولیان کایتستی، مایکل آلپرت (از دنیای قدیمی شجاع) ، آنتونی کلمن، فرانک لندن، ویکتوریا هانا و ساندا کرد.
در ژوئیه ۲۰۰۵، وی کارگاه‌های آموزشی را در دانشگاه کابل (افغانستان) تدریس کرد. در سال ۲۰۰۶ وی به عنوان مدیر موسیقی مهمان برنامه آتلیه هنر بود که توسط تونی موریسون در دانشگاه پرینستون تنظیم شد. در سال ۲۰۰۸ سادوفسکا یک محقق برنامه فولبرایت شد.

## خانواده
پدر وی ویکتور موروزوف خواننده، ترانه‌سرا و مترجم اوکراینی است. وی با هنرمند اجرایی آلمانی آندره ارلن ازدواج کرده‌است.